# Jan van Zutphenplantsoen
Het Jan van Zutphenplantsoen is een plantsoen en groenstrook in de Amsterdamse wijk Osdorp.
Het plantsoen is gelegen in het zuidwestelijke gedeelte van de wijk ten westen van de Hoekenesgracht, ten oosten van de Baden Powellweg, tussen de Slotervaart en de eveneens naar Jan van Zutphen vernoemde Jan van Zutphenstraat. Het plantsoen en de straat zijn met een raadsbesluit van 29 april 1964 en 8 juni 1960 vernoemd naar de diamantbewerker en later vakbondsman Jan van Zutphen.
Het plantsoen is begin jaren zestig aangelegd in de toen nieuwe wijk Osdorp. De laatste tien jaar is de omgeving van het plantsoen in het kader van de stadsvernieuwing van Osdorp onherkenbaar veranderd. Veel van de oorspronkelijke bebouwing is vervangen door nieuwbouw en een stuk hoger dan voorheen. Slechts twee oude huizenblokken zijn behouden gebleven maar wel gerenoveerd. Nog wel aanwezig is de markante en karakteristieke maisonnetteflat 'Akerstein' uit de jaren zestig tegenover het plantsoen aan de overzijde van de Baden Powellweg. Destijds was dit de uiterste bebouwing van dit deel van Osdorp met er achter de tuinderijen.
Het park was van juni 1983 tot september 1991 de eindhalte van bus 19. Er staat het kunstwerk Blauwe boog dat doet denken aan een hemelsblauwe blikopener.
Rond 2010 werden delen van het park weggegraven om plaats te maken voor aanvullend wateroppervlak van de Slotervaart. Er bleven tussen de parkeinden vier eilandjes liggen. In 2011 werden de Zitstenen Jan van Zutphenplantsoen geplaatst.